# Stora Svansjö
Stora Svansjö är en sjö i Marks kommun i Västergötland och ingår i Rolfsåns huvudavrinningsområde. Sjön är 12 meter djup, har en yta på 0,838 kvadratkilometer och befinner sig 100,4 meter över havet. Vid provfiske har bland annat abborre, gädda, mört och röding fångats i sjön.

## Delavrinningsområde
Stora Svansjö ingår i det delavrinningsområde (638256-129159) som SMHI kallar för Mynnar i Sundsjön. Medelhöjden är 92 meter över havet och ytan är 33,13 kvadratkilometer. Räknas de 2 avrinningsområdena uppströms in blir den ackumulerade arean 46,98 kvadratkilometer. Sundstorpsån som avvattnar avrinningsområdet har biflödesordning 2, vilket innebär att vattnet flödar genom totalt 2 vattendrag innan det når havet efter 16 kilometer. Avrinningsområdet består mestadels av skog (75 %) och jordbruk (12 %). Avrinningsområdet har 1,03 kvadratkilometer vattenytor vilket ger det en sjöprocent på 5,2 %.

## Fisk
Vid provfiske har följande fisk fångats i sjön:
- Abborre
- Gädda
- Mört
- Röding
- Sutare